# بيت شاما
بيت شاما هي إحدى القرى اللبنانية من قرى قضاء بعلبك في محافظة بعلبك الهرمل. وتعني بالعبرية «بيت سام». أي بيت سام بن نوح (ع) الذي سكنها منذ آلاف السنين . ويتناقل الناس روايات تراثية تفيد أنه بعد أن زالت مياه الطوفان أقام نبي الله نوح في بلدة كرك نوح - زحلة وانتقل إبنه سام إلى بيت سام فيما انتقل أخاه إلى بلدة حام في سلسلة لبنان الشرقية.